# 노보리

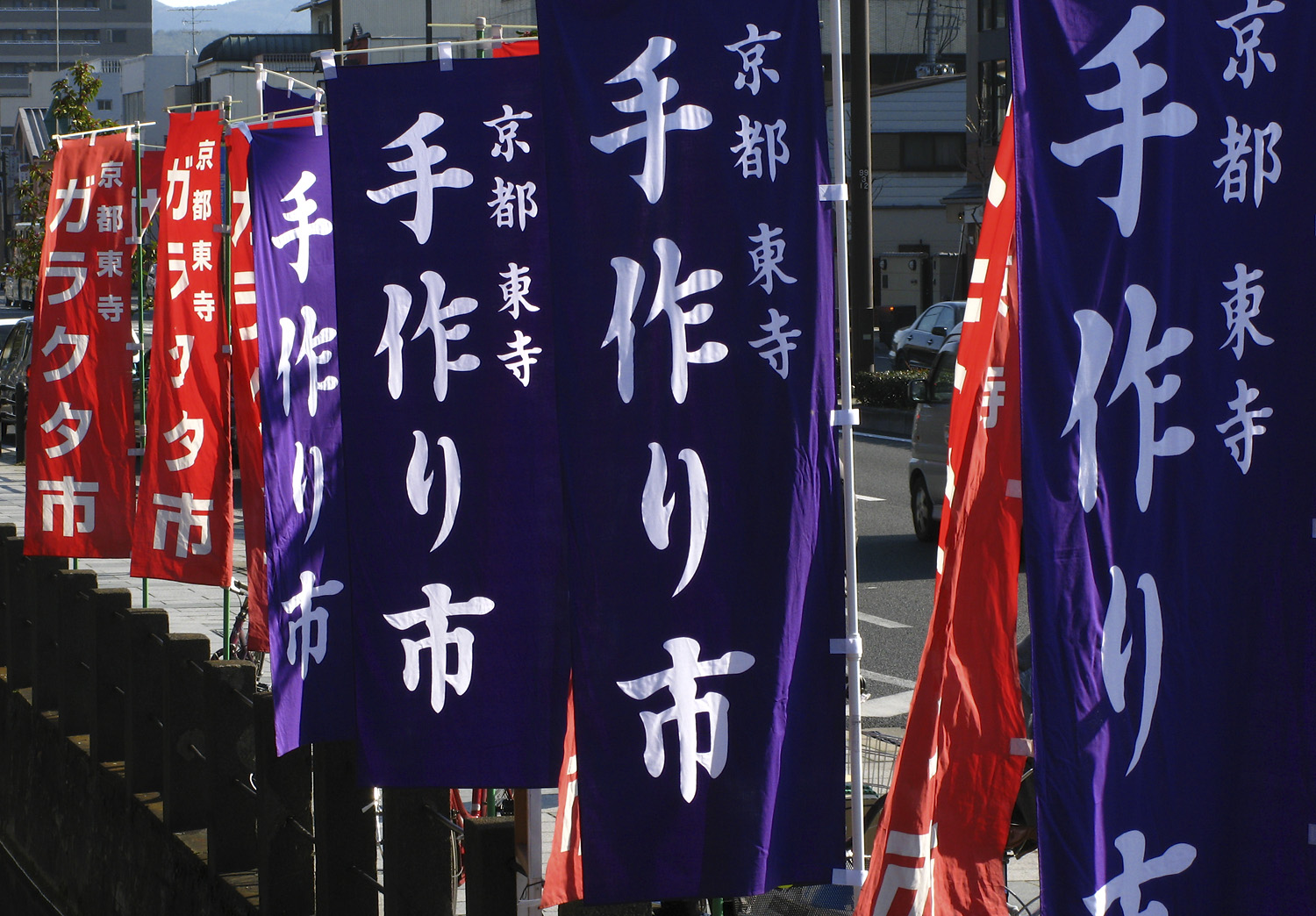
교토 토우지의 노보리

노보리(일본어: 幟)란 긴 장대에 윗 부분을 대로 고정시킨 기를 단, 위아래로 긴 직사각형 모양의 일본특유의 기의 일종이다. 센고쿠 시대, 무장과 병사들이 적과 아군을 구별하기 위해서 이것을 이용하였으며, 하타사시모노, 또는 미하타라고도 불렀다. 우마지루시의 일종으로도 볼 수 있는데, 우마지루시가 주로 무장의 진영에 두는 커다란 기를 가리킨다면, 노보리는 개개인이 등에 꽂는 기이다. 깃대로는 대나무가 예부터 널리 이용되었으나, 현대에는 금속 파이프에 플라스틱을 코팅해서 사용하기도 한다. 현대에는 노상 광고용으로 이 형식의 기가 일본외에서도 널리 사용된다.

## 같이 보기
- 고이노보리
- 사시모노
- 우마지루시